# Забрне (Малопольське воєводство)
Забрне (пол. Zabrnie) — село в Польщі, у гміні Щуцин Домбровського повіту Малопольського воєводства.
Населення — 499 осіб (2011).
У 1975-1998 роках село належало до Тарновського воєводства.

## Демографія
Демографічна структура станом на 31 березня 2011 року:
|          | Загалом | Допрацездатний вік | Працездатний вік | Постпрацездатний вік |
| -------- | ------- | ------------------ | ---------------- | -------------------- |
| Чоловіки | 239     | 54                 | 156              | 29                   |
| Жінки    | 260     | 67                 | 135              | 58                   |
| Разом    | 499     | 121                | 291              | 87                   |